# تاکویا کای
تاکویا کای (انگلیسی: Takuya Kai؛ زادهٔ ۵ نوامبر ۱۹۹۲) بازیکن بیسبال اهل ژاپن است.